# Федук
Feduk (рус. Феду́к; настоящее имя — Фёдор Андре́евич Инса́ров; род. 9 февраля 1992, Москва) — российский певец, хип-хоп и хаус-рэп исполнитель, автор песен. Сольную карьеру начал в 2010 году, с тех пор выпустил два мини-альбома и семь студийных альбомов.
Дебютный альбом «Сезон пожарче», записанный совместно с Toobe, вышел 3 июня 2013 года. В 2013 году записал главный трек для фильма Антона Борматова «Околофутбола»: песня стала хитом, но стала ассоциировать Фёдора с имиджем «футбольного хулигана». В последующем выпустил три альбома подряд. В 2014 участвовал в «Versus Межсезонье #2», где в батле одержал победу над петербуржцем Yung Trappa (1:2).
Настоящий успех пришёл к Фёдору в 2017 году после выхода песни «Розовое вино», записанной совместно с рэпером Элджеем, которая стала одним из главных русскоязычных хитов года.

## Биография
Родился 9 февраля 1992 года в Москве. Отец, Андрей Львович Инсаров, преподаёт физическую культуру в МГИМО. Мать — Татьяна Владимировна Инсарова, учительница русского языка и литературы. Есть брат — Кирилл.
С раннего детства неоднократно длительно жил за рубежом в связи с преподавательской деятельностью (командировками) отца в школах при посольствах России: с пяти лет вместе с родителями на несколько лет переехал в Китай, с 11 до 15 лет проживал в Венгрии. По собственному заявлению, впервые услышал рэп в Будапеште. Музыкальный стиль произвёл на будущего исполнителя столь сильное впечатление, что тот начал пробовать сочинять собственные песни. Там же, в Венгрии, Фёдор познакомился с единомышленником, носившим псевдоним «Родник» (Rodnique). Rodnique стал помогать начинающему рэперу, они записали несколько совместных треков.
С Венгрией связано сценическое имя «Feduk», под которым Фёдор Инсаров стал известен. По словам исполнителя, разгадка псевдонима проста: «Федук» звучит для венгерского уха более органично, нежели «Фёдор», поэтому в Будапеште к молодому человеку обращались именно так.

### Личная жизнь
Встречался с Александрой Новиковой, дочерью ресторатора Аркадия Новикова, с которой вступил в брак 22 мая 2021 года после трёх лет знакомства. 2 марта 2022 года в семье родилась дочь Нина.

## Карьера

### 2014: «Околофутбола»
В 2013 году стал автором заглавного трека для фильма Антона Борматова «Околофутбола». Песня стала неформальным гимном «околофутбольщиков» и принесла Фёдору определённую популярность в ультраправых кругах. Футбольной тематике также посвящена песня «Tour De France», вышедшая в 2016 году после столкновения футбольных болельщиков сборных России и Англии на чемпионате Европы во Франции.

### 2017: «Розовое вино»
Всероссийская известность пришла к исполнителю в 2017 году, когда песня «Розовое вино», записанная вместе с рэпером Элджеем, стала одним из главных русскоязычных хитов года. Клип на песню вышел 14 ноября 2017 года и стал причиной конфликта между исполнителями, не разобравшимися с порядком имён в названии видеоролика. Через два дня после публикации клип был заблокирован на YouTube, успев до этого набрать два миллиона просмотров. Ещё через день ролик был разблокирован, однако теперь первым в списке исполнителей шёл Элджей.
Трек «Розовое вино» стал самым популярным в 2017 году по мнению пользователей социальной сети «ВКонтакте». За год песню прослушали более 200 миллионов раз.
Популярность песни Федука и Элджея привела к появлению музыкальной пародии в передаче «Вечерний Ургант». В клипе под названием «Розово-малиновое вино» приняли участие ведущий Иван Ургант, сценарист передачи Александр Гудков, певец Игорь Николаев (автор хита «Малиновое вино»), сам Федук, а также журналист Юрий Дудь.

### 2018: «Закрывай глаза»
«Медуза» причислила выпущенный весной 2018 года сингл «Закрывай глаза» к десяти лучшим песням второй недели мая и предсказала, что «под эту песню будут танцевать на школьных дискотеках и ездить на машинах по ночному городу». Сама песня была охарактеризована как «изящный и бойкий хаус-рэп, в котором слышатся отсылки разом к Ивану Дорну и певцу Шуре».
3 марта 2023 года Федук подал в суд на Элджея из-за совместного трека Punks Not Dead, который был выложен без разрешения Фёдора.

## Дискография

### Альбомы
- 2013 — «Сезон пожарче» (совместно с Toobe)
- 2014 — Ghetto Space
- 2015 — «Наш Остров»
- 2016 — «Фри»
- 2017 — F&Q
- 2018 — More Love
- 2020 — «Йай»
- 2022 — «В тон улицам»

### Мини-альбомы
- 2014 — «Нотный стаф»
- 2021 — «Заново»
- 2024 — «Принцесса & Робот»

### Синглы

#### 2010-е годы
- 2011 — «Былым временам» (feat. No Kanifol')
- 2011 — «БТЛ (Буду Тебя Любить)» (feat. 158)
- 2011 — «One Love / Ван Лав» (feat. Toobe, ЧикаЛика)
- 2013 — «Околофутбола»
- 2013 — «Гуччи Мейн вернулся к маме» (feat. Паша Техник)
- 2015 — «Москва»
- 2016 — «TOUR DE FRANCE» (feat. Msb4x4)
- 2017 — «Мне нужна Москва» (feat. Reptar)
- 2017 — «Турки» (feat. Lil Melon)
- 2017 — «Моряк»
- 2017 — «Розовое вино» (Элджей feat. Feduk)
- 2017 — «Groove»
- 2018 — «Хлопья летят наверх»
- 2018 — «Hustle Tales» (Feduk feat. Big Baby Tape)
- 2018 — «Закрывай глаза»
- 2018 — «Тусинаруси»
- 2018 — «На лайте» (feat. Tony Tonite)
- 2018 — «Холостяк» (ЛСП feat. Feduk, Егор Крид)
- 2018 — «По волнам»
- 2018 — «More Love»
- 2018 — «Амазонка»
- 2018 — «Где справедливость?» (feat. Джигли, Слава КПСС)
- 2019 — «Хорошая акустика» (OG Buda feat. Feduk)
- 2019 — «Ламбо» (Платина feat. Feduk)
- 2019 — «27»
- 2019 — «Море любви»
- 2019 — «Пальмы»
- 2019 — «Мой город»
- 2019 — «Сахарок» (feat. Вандер Фил)
- 2019 — «Их» (feat. Vacio)

#### 2020-е годы
- 2020 — «Исповедь» (feat. Mishlawi)
- 2020 — «Останься» (feat. BMB SpaceKid)
- 2020 — «Друзья» (feat. Vacio)
- 2020 — «Краски»
- 2020 — «Бэнгер»
- 2020 — «Маяк»
- 2020 — «Фак опс»
- 2020 — «Покажи мне свою комнату»
- 2020 — «Водолей»
- 2021 — «Мама» (Скриптонит feat. Feduk, Truwer, Niman, Баста)
- 2021 — «Невобломе»
- 2021 — «Песня про лето»
- 2021 — «Я пони» (feat. Cream Soda)
- 2021 — «Просто открой» (feat. Coca-Cola)
- 2021 — «Заново»
- 2022 — «Танцы на кухне»
- 2022 — «Зонт» (feat. Anikv)
- 2022 — «Ты» (feat. Dose)
- 2022 — «Стильный Ай»
- 2022 — «Diss»
- 2022 — «Запрети мне носить аирмаксы» (feat. 158)
- 2022 — «Времени нет» (feat. Баста)
- 2022 — «Жить» (feat. Armich)
- 2022 — «Город несбывшихся надежд»
- 2023 — «Колыбельная»
- 2023 — «Хатико» (feat. 104)
- 2023 — «Мятный» (feat. Markul)
- 2023 — «Gorodishe» (feat. Cream Soda)
- 2023 — «Никто не любит быть один» (feat. Sirotkin)
- 2023 — «Я помню (Woo)» (feat. Biicla)
- 2023 — «OST Леди Баг и Супер-кот: Пробуждение силы» (feat. Дора)
- 2023 — «Не забывай меня» (feat. Lovv66)
- 2023 — «Кабы не было тебя» (feat. Клава Кока)
- 2023 — «На ресницах (Зима)»
- 2024 — «Космос»
- 2024 — «Покатай»
- 2024 — «SNOVA» (feat. Элджей, Biicla)
- 2024 — «Пазлы»
- 2024 — «Хлопья летят наверх» (feat. Баста, Моя Мишель)

#### Гостевое участие
- Artur Kreem — «Вся улица наша» (No Chill)
- Big Baby Tape — «Hustle Tales» (Hoodrich Tales)
- Кравц — «Скуби-Ду» («Что ещё объяснять?»)
- Рептар — «Мне нужна Москва» («Как было»)
- Платина & OG BUDA — «Биг-Бой» («Сладких снов»)
- Obladaet — «Billy Jean» (Ice Cream)
- Lil Krystall — «Крутая» (No Label)
- Платина — «Ламбо» («Опиаты Круг»)
- OG Buda & Платина & Obladaet — «Выше облаков» («Опг сити»)
- OG Buda — «Откровения» («Опг сити»)
- Vacio — «Их» («88»)
- Telly Grave — «Threesha» (Rager)
- Mayot & blago white & Seemee & Thrill Pill — «Чипсы» (Ghetto Garden)
- Mayot — «Море» (Ghetto Garden)
- Рыночные отношения — «Где же душа?» («2020»)
- Vagner BRM — «Городская исповедь» («Десятые»)
- Scaut & Riva-ma & Nokanie & Toobe & Zmeysab — «Каждому своё» («Сборник 2007—2020»)
- Скриптонит — «Рамок нет» («Свистки и бумажки»)
- Рыночные отношения — «На брендах» («2021»)
- OG Buda — «Нет, брат» («ОПГ Сити»)
- Aarne — «Перепонки» (Aa Language)
- JuL — «Potion» (Coeur Blanc)
- Yungway & OG Buda — «Тебе» (Excalibur)
- Saluki, Friendly Thug 52 Ngg — «Boy$» (Wild Ea$t)
- Armich — «Жить» («Смесь»)
- Jahmal TGK, VibeTGK — «Музыка» («Будни»)
- ALBLAK 52 — «OSNOVA / YEEI 8» («LONG LIVE 812»)
- Прыгай киска, SP4K, Lipelis — «VOGUE» («Икона»)
- Aarne, Scally Milano — Мечты («AA Language 2»)
- HUGO LOAD — To Road («ON MY WAY»)
- LIL KRYSTALL — Скажи мне («KRISTINA»)
- Big Baby Tape, Aarne — FREESOSA («PEEKABOO»)
- Сироткин —  Суперслабость («Никто не любит быть один»)

Как приглашённый артист
- Платина, OG Buda — «Биг бой»
- Lil Krystall — «Крутая»
- Telly Grave — «Threesha»
- T-Fest — «Изменчивый мир»
- Эд Ширан & Slava Marlow — «Shivers»

## Фильмография
- 2019 — Толя-робот — Денис Калаников (Дэн), бывший парень Маши, битмейкер
- 2021 — Семейный бюджет — Играет самого себя
- 2023 — Леди Баг и Супер-Кот: Пробуждение силы — Адриан Агрест / Супер-Кот[16]

## Видеография
Музыкальные клипы
- 2013 — «Околофутбола»
- 2014 — «Не одно и то же» (feat. Toobe)
- 2014 — «Улофа Пальме» (feat. Toobe)
- 2015 — «Москва» (feat. Antiosov)
- 2015 — «24 октября»
- 2016 — «Равнина»
- 2016 — «Перебрал»
- 2017 — «На этаже» (feat. FolkPro)
- 2017 — «Культурный агрессор»
- 2017 — «Розовое вино» (feat. Элджей)
- 2017 — «Розово-малиновое вино» (feat. Игорь Николаев, Иван Ургант, Александр Гудков)
- 2018 — «Моряк»[17]
- 2018 — «Hustle Tales» (feat. Big Baby Tape)
- 2018 — «Луна»
- 2018 — «Хлопья летят наверх»
- 2018 — «Холостяк» (feat. ЛСП, Егор Крид)
- 2018 — «По волнам»
- 2019 — «Амазонка»
- 2019 — «More Love»
- 2019 — «27»
- 2019 — «Пальмы»
- 2019 — «Billy Jean» (feat. Obladaet)
- 2020 — «Останься»
- 2020 — «Краски»
- 2020 — «Покажи мне свою комнату»
- 2021 — «Водолей»
- 2021 — «Бэнгер»
- 2021 — «Просто открой» (feat. Coca-Cola)
- 2021 — «Заново»
- 2022 — «Танцы на кухне»
- 2022 — «Diss»
- 2023 — «В центре города»
- 2023 — «Кабы не было тебя» (feat. Клава Кока)
- 2024 — «Никто не любит быть один» (feat. Сироткин)

Участие в видеоклипах у других исполнителей:
- Платина & Og Buda — «Это не любовь»
- Кравц — «Руку на ритм»
- Og Buda — «Бандит»

Каверы песен других исполнителей:
- 2018 — Ты не верь слезам[18]
- 2020 — Минимал
- 2022 — Гибралтар-Лабрадор

## Награды и номинации
2018
- Премия телеканала «RU.TV» победа в номинации «Прорыв года».
- Премия «Fashion People Awards» победа в номинации «Прорыв года».
- Номинирован на премии «Дай пять» в номинации «Любимая песня» — «Розовое вино» (feat Элджей).

2019
- Номинирован на премию «RU.TV» в номинации «Лучший хип-хоп проект».
- Номинирован на премию «Муз-ТВ» в номинации «Лучший хип-хоп проект».

## Рэп-баттлы

### «Versus Battle»
| Соперник    | Дата выхода |
| ----------- | ----------- |
| Yung Trappa | 2014        |